# Dicranomyia falklandica
Dicranomyia falklandica är en tvåvingeart som först beskrevs av Günther Enderlein 1906.  Dicranomyia falklandica ingår i släktet Dicranomyia och familjen småharkrankar. Inga underarter finns listade i Catalogue of Life.